# Hahn (öselsches Adelsgeschlecht)

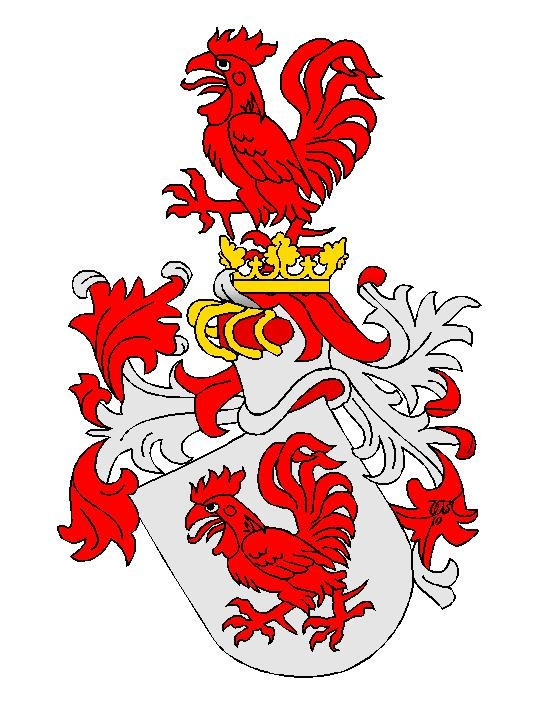
Wappen derer von Hahn, Kurland und Oesel: roter Hahn

Hahn ist der Familienname eines baltischen Adelsgeschlechts, das auf der Ostseeinsel Ösel ansässig war. Es blickt auf Johann August von Hahn (um 1725–1799) als seinen Stammvater zurück. Diese Familie führte das gleiche Wappen wie das im Herzogtum Kurland und Semgallen ansässige Adelsgeschlecht Hahn, das den baltischen Zweig des mecklenburgischen Adelsgeschlechts Hahn darstellt.

## Geschichte
Gemäß den Genealogischen Handbüchern Kurlands und Ösels stammen beide Zweige aus Mecklenburg und obwohl beide Stammfamilien das gleiche Wappen führen, „ist ein genealogischer Zusammenhang zwischen beiden Familien nicht nachweisbar“. Die Gebrüder Johann August und Wilhelm Hahn aus Mecklenburg waren in der Mitte des 18. Jahrhunderts nach Russland ausgewandert. Johann August war Wirklicher Staatsrat und Postdirektor in Sankt Petersburg und erwarb den russischen Dienstadel. Nachdem seine Schwiegertochter Julie 1832 das Rittergut Lahentagge kaufen konnte, wurde 1849 dem Gesuch von deren Söhnen Ernst und Karl auf Aufnahme in die Matrikel der Öselschen Ritterschaft stattgegeben. Karl und sein Sohn Joseph waren zudem Pächter der Güter Neu-Löwel, Wexholm., Cöln und Randefer.

## Wappen
Blasonierung des Stammwappens: „Im silbernen Schilde und auf dem Helme ein mit dem rechten Fusse ausschreitender, rechts gekehrter, roter Hahn“.

## Stammfolge
Johann August von Hahn (* um 1725; † 1799 in Sankt Petersburg) ⚭ Johanna Dorothea von Eck (1747 – 1784)
- Karl Otto von Hahn (* 1782; † 1830) Wirklicher Staatsrat ⚭ Charlotte-Federica Baroness von Knabenau
  - Dimitri Karlowitsch von Hahn (Дмитрий Карлович Ган; * 1830; † 1907), russischer General der Infanterie ⚭ Olga Vasilievna Dmitrieva
    - Sergey von Hahn (Сергей Дмитриевич Ган; * 1860; † 1914) Wirklicher Geheimrat, Direktor der Russischen Reichsbank, Stellvertretender Minister für Handel und Industrie ⚭ Elena Konstantinovna von Stein
      - Konstantin von Hahn, (Константин Сергеевич Ган; * 1891; † 1937) Offizier der Lebensgarde Grenadiere-Regiment zu Pferd ⚭ 1. Nadezda Alekseevna Baroness Möller-Sakomelski 2. Tatiana Nikolaevna Muljukina
        - Nikita (*1933 -† 1997)
- Friedrich August von Hahn (* 1767; † 1851 in Sankt Petersburg) Wirklicher Staatsrat ⚭ Gertrude Wilhelmine Augusta von Stryk
  - Eugen Kaspar von Hahn (Евгений Фёдорович Ган; * 1807; † 1874 in Sankt Petersburg) Geheimrat, Russischer Senator ⚭ Evgenia Dolivo-Dobrovolskaia
  - Alexander von Hahn (Алксандр Фёдорович Ган; * 1809; † 1895), russischer General der Infanterie
- Leonhard von Hahn (* 1784; † Brest-Litowsk) ⚭ Julie von Hoyningen-Huene († 1870 auf Neu-Löwel)
  - Karl Leonhard (* 1815 in Mönnust; † 1881 in Arensburg) ⚭ 1. Elmire von Nolcken (1819 – 1871); 2. Helene von Nolcken (1834 – 1908)
    - Rudolf (* 1851 in Mitau; † 1904 in Riga) ⚭ Johanna Oern (* 1865)

  - Bernhard von Hahn (* 1855 in Neu-Löwel; † Russland)
  - Joseph von Hahn (* 1860 in Neu-Löwel) ⚭ Emilie Oern (* 1868)
    - Alfred (* 1897 in Arensburg; † 1944 Warthegau), Oberförster in Estland ⚭ Zinaida Adrianovna Kozlov
      - Bernhard (* 1933; † 1997) ⚭ Helena von Hahn (* 1935 Harbin), Tochter von Konstantin von Hahn (1891 – 1937)
        - Alexander (* 1970), Journalist und Schriftsteller

    - Bruno von Hahn (* 1900 in Arensburg; † 1991 Berlin)
      - Andreas Bruno (* 9. Dezember 1942)